# فلسفة التربية
فلسفة التربية أو فلسفة التعليم فرع من فروع الفلسفة التطبيقية، تبحث في طبيعة التربية وأهدافها ومشكلاتها. كما تدرس مفاهيم وافتراضات نظريات التربية. وهي مجال متعدد التخصصات، مستوحى من تخصصات متنوعة، داخل الفلسفة وخارجها، مثل الأخلاقيات، والفلسفة السياسية، وعلم النفس، وعلم الاجتماع. تركز العديد من نظرياتها تحديدًا على التعليم في المدارس، ولكنها تشمل أيضًا أشكالًا أخرى من التعليم. غالبًا ما تنقسم نظرياتها إلى نظريات وصفية، تقدم وصفًا محايدًا لقيمة وماهية التعليم، ونظريات معيارية، تبحث في كيفية ممارسة التعليم.
تناقش فلسفة التربية مجموعة واسعة من المواضيع. تقدم بعض الدراسات تحليلًا مفاهيميًا للمفاهيم الأساسية للتربية، بينما تركز دراسات أخرى على أهداف التعليم أو غايته، مثل نقل المعرفة وتنمية قدرات التفكير السليم والحكم السليم والتصرف. ومن النقاشات المؤثرة حول الأهداف المعرفية للتربية ما إذا كان ينبغي أن يركز التعليم بشكل أساسي على نقل المعتقدات الصحيحة، أم على قدرات التفكير السليم والتوصل إلى معارف جديدة. في هذا السياق، يُشدد العديد من المنظرين على أهمية التفكير النقدي مقارنةً بالتلقين. ويُثار جدلٌ آخر حول أهداف التعليم، وهو ما إذا كان المستفيد الرئيسي هو الطالب أم المجتمع الذي ينتمي إليه.
تتناول العديد من النقاشات الأكثر تحديدًا في فلسفة التربية محتوى المنهج الدراسي. ويشمل ذلك أسئلةً حول ما إذا كان ينبغي تدريس موضوعٍ مُعين، مثل التربية الجنسية أو الدين، ومتى، وبأي تفصيل. وتُركز نقاشات أخرى على المحتويات والأساليب المُحددة المُستخدمة في التعليم الأخلاقي والفني والعلمي. ويبحث بعض الفلاسفة في العلاقة بين التعليم والسلطة، وغالبًا ما يتعلق الأمر تحديدًا بالسلطة التي تستخدمها الدول الحديثة لإجبار الأطفال على الالتحاق بالمدرسة. ومن القضايا الأخرى مشكلة المساواة في التعليم والعوامل التي تُهددها، مثل التمييز والتوزيع غير العادل للثروة. ويُشجع بعض فلاسفة التربية على اتباع نهج كمي في البحث التربوي، وهو نهجٌ يتبع نهج العلوم الطبيعية من خلال استخدام دراسات تجريبية واسعة النطاق. ويُفضل آخرون النهج النوعي، وهو أقرب إلى منهجية العلوم الاجتماعية، ويميل إلى إعطاء أهمية أكبر لدراسات الحالة الفردية.
طورت مدارس فلسفية مختلفة منظورها الخاص حول القضايا الرئيسية للتربية. يُشدد الوجوديون على دور الأصالة، بينما يُولي البراغماتيون أهمية خاصة للتعلم النشط والاكتشاف. غالبًا ما تسعى النسويات وما بعد الحداثيون إلى كشف التحيزات وأشكال التمييز الموجودة في الممارسات التعليمية الحالية ومواجهتها. تشمل الحركات الفلسفية الأخرى الفلسفة الخالدة، والتربية التقليدية، والماهوية، والتربية النقدية، والتقدمية. بدأ تاريخ فلسفة التربية في الفلسفة القديمة، ولكنه لم يظهر كفرع منهجي للفلسفة إلا في النصف الثاني من القرن العشرين.

## التعريفات
فلسفة التربية هي فرع من فروع الفلسفة التي تدرس طبيعة التربية وأهدافها ومشاكلها. وباعتبارها الدراسة الفلسفية للتربية، فإنها تحقق في موضوعها على غرار الطريقة التي تدرس بها فروع الفلسفة الأخرى المتخصصة، مثل فلسفة العلوم أو فلسفة القانون، موضوعاتها. تتمثل المهمة المركزية لفلسفة التربية في توضيح الافتراضات والاختلافات الأساسية المختلفة في مجالها وتقييم الحجج التي أثيرت لصالح وضد المواقف المختلفة. لقضية التربية العديد من المظاهر في مختلف المجالات. وبسبب هذا، فإن كل من اتساع وتأثير فلسفة التربية مهم وواسع النطاق، ويمس العديد من فروع الفلسفة الأخرى، مثل الأخلاقيات والفلسفة السياسية ونظرية المعرفة والميتافيزيقيا وفلسفة العقل. غالبًا ما تُصاغ نظرياتها من منظور هذه التخصصات الفلسفية الأخرى. ولكن نظرًا لطبيعتها متعددة التخصصات، فإنها تجذب أيضًا مساهمات من باحثين ينتمون إلى مجالات خارج نطاق الفلسفة.
في حين أن هناك اتفاقًا واسعًا حول الموضوعات العامة التي تُناقش في فلسفة التربية، فقد ثبت أنه من الصعب تقديم تعريف دقيق لها. تنتمي فلسفة التربية بشكل رئيسي إلى الفلسفة التطبيقية. ووفقًا لبعض التعريفات، يمكن وصفها بأنها فرع من الأخلاقيات. ولكن لا يتفق الجميع على هذا الوصف لأن فلسفة التربية لها جانب نظري أيضًا، والذي يشمل دراسة المفاهيم والنظريات الأساسية للتربية بالإضافة إلى آثارها الفلسفية. يُشار إلى هذين الجانبين أحيانًا باسم الطبيعة الخارجية والداخلية لفلسفة التربية. يمكن أن تتراوح موضوعاتها من أسئلة عامة جدًا، مثل طبيعة المعرفة التي تستحق التدريس، إلى قضايا أكثر تحديدًا، مثل كيفية تدريس الفن أو ما إذا كان ينبغي للمدارس العامة تطبيق مناهج واختبارات موحدة.
كانت مشكلة التربية موضوعًا مهمًا بالفعل في الفلسفة القديمة وظلت كذلك حتى يومنا هذا. ولكنها لم تظهر كفرع فلسفي مستقل إلا في النصف الثاني من القرن العشرين، عندما أصبح موضوع دراسة وتحليل منهجيَين. يمكن أن يشير مصطلح "التربية" إما إلى عملية التربية أو إلى مجال الدراسة الذي يبحث في التربية كعملية. ينعكس هذا الغموض أيضًا على مستوى فلسفة التربية، التي تشمل دراسة الافتراضات والقضايا الفلسفية المتعلقة بالتربية كعملية وتخصص. تركز العديد من الأعمال في فلسفة التربية، صراحةً أو ضمنًا، على التعليم الذي يحدث في المدارس. ولكن بمعناها الأوسع، يحدث التعليم في مجالات أخرى مختلفة أيضًا، مثل المنزل، والمكتبات، والمتاحف، أو في وسائل الإعلام العامة. يمكن التمييز بين أنواع مختلفة من التعليم، مثل التعليم الرسمي وغير الرسمي، أو التعليم الخاص والعام.

## الأقسام الفرعية
اقتُرحت تقسيمات فرعية مختلفة لفلسفة التربية. يُميّز أحد التصنيفات بين القضايا الوصفية والمعيارية. تهدف النظريات الوصفية إلى وصف ماهية التربية وكيفية فهم المفاهيم المرتبطة بها. ويشمل ذلك أيضًا الأسئلة المعرفية، التي لا تسأل عما إذا كانت نظرية ما حول التربية صحيحة أم خاطئة، بل كيف يمكن للمرء أن يصل إلى المعرفة اللازمة للإجابة على هذه الأسئلة. من ناحية أخرى، تحاول النظريات المعيارية تقديم تفسير لكيفية ممارسة التربية أو ما هو الشكل الصحيح لها. تُبنى بعض النظريات المعيارية على إطار أخلاقي أوسع لما هو صحيح أو جيد، ثم تصل إلى نظرياتها المعيارية التربوية من خلال تطبيق هذا الإطار على ممارسة التربية. لكن النهجين الوصفي والمعياري متشابكان ولا يمكن دائمًا الفصل بينهما بوضوح، لأن النتائج الوصفية غالبًا ما تنطوي بشكل مباشر على مواقف معيارية مختلفة.
هناك تصنيف آخر يُقسّم مواضيع فلسفة التربية إلى طبيعة التربية وأهدافها من جهة، وأساليبها وظروفها من جهة أخرى. ويمكن تقسيم هذا القسم الأخير إلى نظريات معيارية ملموسة ودراسة الافتراضات المفاهيمية والمنهجية لهذه النظريات. وتشمل التصنيفات الأخرى أيضًا مجالات لمواضيع مثل دور المنطق والأخلاق، بالإضافة إلى قضايا تتعلق بالمواضيع الاجتماعية والسياسية والمناهج الدراسية.
يمكن أيضًا تقسيم النظريات في فلسفة التربية بناءً على المدرسة الفلسفية التي تنتمي إليها. وقد طورت مدارس فلسفية مختلفة، مثل الوجودية والبراغماتية والماركسية وحركة ما بعد الحداثة والنسوية، منظورها الخاص حول القضايا الرئيسية للتربية. وغالبًا ما تتضمن هذه المدارس نظريات معيارية حول كيفية ممارسة التربية أو عدم ممارستها، وهي في معظم الحالات مثيرة للجدل.
وهناك نهج آخر يتمثل في سرد جميع المواضيع التي نوقشت في فلسفة التربية ببساطة. من بينها القضايا والافتراضات المتعلقة بالتربية الجنسية، والتربية العلمية، والتربية الجمالية، والتربية الدينية، والتربية الأخلاقية، والتربية متعددة الثقافات، والتربية المهنية، ونظريات التدريس والتعلم، وقياس التعلم، والمعرفة وقيمتها، وتنمية العقل، والأهداف المعرفية والأخلاقية للتربية، والسلطة، والتخطيئية، وقابلية الخطأ.
وأخيرًا، هناك طريقة أخرى غالبًا ما تُقسّم بها فلسفة التربية ضمنيًا، وهي من حيث المنظور الغربي مقابل المنظور غير الغربي ومنظور "الجنوب العالمي". لأجيال عديدة، حافظت فلسفة التربية على توجه عرقي نسبيًا، مع إيلاء اهتمام ضئيل للأفكار من خارج أوروبا وأمريكا الشمالية، لكن هذا بدأ يتغير في القرن الحادي والعشرين بسبب إنهاء الاستعمار والحركات ذات الصلة.

## المواضيع الرئيسية

### المفاهيم الأساسية للتربية
نقطة انطلاق العديد من الدراسات الفلسفية في مجالٍ ما هي دراسة وتوضيح المفاهيم الأساسية المستخدمة فيه، وغالبًا ما يكون ذلك من خلال التحليل المفاهيمي. ويبرز هذا النهج بشكل خاص في المنهج التحليلي التقليدي، إذ يهدف إلى توضيح الغموض وكشف الافتراضات الضمنية المختلفة والخاطئة المحتملة المرتبطة بهذه المصطلحات.
غالبًا ما يُشدد المنظرون في هذا المجال على أهمية هذا النوع من البحث، إذ إن جميع الأعمال اللاحقة التي تتناول قضايا أكثر تحديدًا يجب أن تفترض، ضمنيًا على الأقل، معنى مصطلحاتها الرئيسية لتحديد مجالها. على سبيل المثال، لدراسة ما يُشكل تعليمًا جيدًا، يجب أن يكون لدى المرء فكرة عن معنى مصطلح "التعليم" وكيفية تحقيقه وقياسه وتقييمه. يمكن تقسيم تعريفات التعليم إلى تعريفات دقيقة وتعريفات مُعمّقة. التعريفات الدقيقة محايدة ووصفية، وعادةً ما تُركز على دور نقل المعرفة والفهم في التعليم. تتضمن التعريفات المُعمّقة عناصر معيارية إضافية، على سبيل المثال، من خلال القول بأن العملية المعنية يجب أن تُحقق نتائج إيجابية مُعينة لتسمى تعليمًا. ووفقًا لأحد التعريفات المُعمّقة، فإن التعليم يعني أن الشخص المُتعلّم قد اكتسب المعرفة والمهارات الفكرية، ويُقدّر هذه العوامل، وبالتالي تحسّن. يمكن استخدام هذه الخصائص لتمييز التعليم عن مصطلحات أخرى وثيقة الصلة، مثل "التلقين". تشمل المفاهيم الأساسية الأخرى في فلسفة التربية مفاهيم التدريس، والتعلم، والطالب، والتعليم المدرسي، والرعاية.

### أهداف التربية
تُعدّ أهداف التربية مسألةً محوريةً في فلسفة التربية، أي سؤال: لماذا يجب تعليم الناس وما هي الأهداف التي ينبغي السعي لتحقيقها في عملية التعليم. تُعد هذه المسألة بالغة الأهمية لتقييم الممارسات والمنتجات التعليمية من خلال تقييم مدى نجاحها في تحقيق هذه الأهداف. هناك الكثير من الخلافات، وطُرحت نظرياتٌ مختلفةٌ بشأن أهداف التربية. من أبرز الاقتراحات أن يُعزز التعليم المعرفة والفضول والإبداع والعقلانية والتفكير النقدي، مع تعزيز الميل إلى التفكير والشعور والتصرف بأخلاق. وبالتالي، ينبغي أن يتطور الفرد كشخص، ويحقق ذاته من خلال إدراك إمكاناته. يُشدد بعض المنظرين على تنمية المُثُل الليبرالية، مثل الحرية والاستقلالية والانفتاح، بينما يُشدد آخرون على أهمية الخضوع والطاعة للسلطة والنقاء الأيديولوجي، مع التركيز أحيانًا على التقوى والإيمان الديني. تتعلق العديد من المقترحات بالمجال الاجتماعي، مثل تعزيز الشعور بالانتماء والتضامن، وبالتالي تحويل الفرد إلى عضو منتج في المجتمع مع حمايته من التأثيرات السلبية المحتملة للمجتمع. غالبًا ما تتضمن مناقشة هذه المواقف والحجج المقدمة المؤيدة والمعارضة لها إشارات إلى تخصصات مختلفة في مبرراتها، مثل الأخلاقيات وعلم النفس والعلم الإنسان وعلم الاجتماع.
هناك إجماع واسع النطاق بشأن بعض الأهداف العامة للتربية، مثل ضرورة رعاية جميع الطلاب، ومساعدتهم على تنمية قدرتهم على التفكير، وتوجيههم في كيفية الحكم والتصرف. لكن هذه الخصائص العامة غالبًا ما تكون غامضة جدًا بحيث لا تُقدم الكثير من المساعدة، وهناك العديد من الخلافات حول الاقتراحات الأكثر تحديدًا لما ينبغي أن يهدف إليه التعليم. بُذلت بعض المحاولات لتوفير إطار شامل لهذه الأهداف المختلفة. وفقًا لأحد المقاربات، ينبغي أن يساعد التعليم في جوهره الفرد على عيش حياة جيدة. جميع الأهداف الأكثر تحديدًا المختلفة هي أهداف للتعليم بقدر ما تخدم هذا الغرض النهائي. بناءً على هذا الرأي، يُمكن القول إن تعزيز العقلانية والاستقلالية لدى الطلاب من أهداف التعليم، طالما أن زيادة هذه العقلانية والاستقلالية تُؤدي إلى حياة أفضل للطالب.
تُقسّم النظريات المختلفة لأهداف التعليم أحيانًا إلى نظريات قائمة على الخير، ونظريات قائمة على المهارات، ونظريات قائمة على الشخصية. ترى النظريات القائمة على الخير أن الهدف النهائي للتعليم هو إنتاج شكل من أشكال الخير المعرفي، مثل الحقيقة والمعرفة والفهم. من ناحية أخرى، ترى النظريات القائمة على المهارات أن تنمية مهارات معينة، مثل العقلانية والتفكير النقدي والمستقل، هي هدف التعليم. أما النظريات القائمة على الشخصية، فتلعب سمات شخصية المتعلم أو فضائله الدور المحوري، مع التركيز غالبًا على السمات الأخلاقية والمدنية مثل اللطف والعدالة والصدق.

#### المعرفية
تؤكد العديد من النظريات على الأهداف المعرفية للتربية. ووفقًا للنهج المعرفي، فإن الهدف المركزي للتعليم يتعلق بالمعرفة، على سبيل المثال، نقل المعرفة المتراكمة في الجهد المجتمعي من جيل إلى جيل. يمكن اعتبار هذه العملية بمثابة تطوير لعقل الطالب وكذلك نقل تراث قيم. يرفض البراغماتيون أحيانًا مثل هذا النهج، حيث يؤكدون على التجريب والتفكير النقدي على نقل المعرفة. جادل آخرون بأن هذا يشكل ثنائية خاطئة: أن نقل المعرفة وتنمية العقل العقلاني والنقدي هما هدفان متشابكان للتعليم يعتمدان على بعضهما البعض ويدعمان بعضهما البعض. بهذا المعنى، يهدف التعليم أيضًا إلى تعزيز القدرة على اكتساب معرفة جديدة. وهذا يشمل غرس المعتقدات الحقيقية في الطلاب بالإضافة إلى تعليم أساليب وأشكال الأدلة المسؤولة عن التحقق من المعتقدات الموجودة والوصول إلى معرفة جديدة. إنه يعزز الاستقلال المعرفي للطلاب وقد يساعدهم على تحدي الادعاءات غير المبررة من قبل السلطات المعرفية. بالمعنى الأوسع، يشمل النهج المعرفي أهدافًا مختلفة ذات صلة، مثل نقل المعتقدات أو المعرفة الحقيقية للطلاب بالإضافة إلى تدريس التصرفات والقدرات، مثل العقلانية والتفكير النقدي والفهم والفضائل الفكرية الأخرى.

#### التفكير النقدي والتلقين
غالبًا ما يُستشهد بالتفكير النقدي كأحد الأهداف المركزية للتربية والتعليم. لا يوجد تعريف مقبول بشكل عام للتفكير النقدي. ولكن هناك اتفاق واسع على أنه معقول وتأملي ودقيق ويركز على تحديد ما يجب الإيمان به أو كيفية التصرف. يتمتع بالوضوح والعقلانية كمعايير له ويتضمن مكونًا وراء معرفي لا يراقب فقط حل المشكلة المطروحة ولكن أيضًا يضمن امتثاله لمعاييره الخاصة في هذه العملية. بهذا المعنى، لا يقتصر التعليم على نقل العديد من المعتقدات الحقيقية للطلاب. بدلاً من ذلك، يجب أيضًا تعزيز قدرة الطلاب على التوصل إلى استنتاجات بأنفسهم والميل إلى التشكيك في المعتقدات الموجودة مسبقًا، وغالبًا ما يكون ذلك بهدف إفادة ليس الطالب فحسب بل المجتمع ككل. ولكن لا يتفق الجميع على الدور الإيجابي المنسوب إلى التفكير النقدي في التعليم. غالبًا ما تستند الاعتراضات إلى خلافات حول معنى التفكير الجيد. يجادل بعض النقاد بأنه لا يوجد شكل صحيح عالميًا للتفكير. ووفقًا لهم، ينبغي أن يركز التعليم بشكل أكبر على تعليم مهارات خاصة بموضوع معين، وأقل على غرس منهج تفكير عالمي. وتركز اعتراضات أخرى على الادعاء بأن التفكير النقدي ليس محايدًا وعالميًا وخاليًا من الافتراضات المسبقة كما يزعم بعض مؤيديه. ووفقًا لهذا الرأي، فإنه ينطوي على تحيزات ضمنية مختلفة، مثل الأنانية أو الموضوعية البعيدة، وقيم ثقافية خاصة نابعة من جذوره في الحركة الفلسفية لعصر التنوير الأوروبي.
ترتبط مشكلة التفكير النقدي ارتباطًا وثيقًا بمشكلة التلقين. يرى العديد من المنظرين أن التلقين يختلف في جوانب مهمة عن التعليم، ويجب تجنبه في التعليم. لكن آخرين يجادلون بأن التلقين يجب أن يكون جزءًا من التعليم، أو حتى أنه لا يوجد فرق بينهما. تعتمد هذه المواقف المختلفة بشكل كبير على كيفية تعريف "التلقين". تتفق معظم تعريفات التلقين على أن هدفه هو جعل الطالب يقبل معتقدات معينة ويعتنقها. يشترك هذا مع معظم أشكال التعليم ولكنه يختلف عنه في نواحٍ أخرى. ووفقًا لأحد التعريفات، فإن اكتساب المعتقدات في التلقين يحدث دون مراعاة للدعم الدليلي لهذه المعتقدات، أي دون تقديم حجج وأسباب مناسبة لاعتمادها. ووفقًا لتعريف آخر، يتم غرس المعتقدات بطريقة تثني الطالب عن التساؤل أو تقييم محتوياتها بنفسه. وبهذا المعنى، فإن أهداف التلقين تتعارض تمامًا مع أهداف التعليم الأخرى، مثل العقلانية والتفكير النقدي. وبهذا المعنى، يحاول التعليم ليس فقط نقل المعتقدات، بل أيضًا جعل الطلاب أكثر انفتاحًا ووعيًا بإمكانية التخطيئية البشرية. ومن القضايا ذات الصلة الوثيقة ما إذا كان هدف التعليم هو تشكيل عقل التلميذ أو تحريره من خلال تعزيز قدرته على الاستقصاء النقدي والمستقل.
من أهم نتائج هذا النقاش مسألة الشهادة، أي إلى أي مدى ينبغي للطلاب أن يثقوا بادعاءات المعلمين والكتب. وقد قيل إن هذه المسألة تعتمد بشكل كبير على عمر الطالب وتطوره الفكري. ففي المراحل المبكرة من التعليم، قد يكون من الضروري وجود مستوى عالٍ من الثقة من جانب الطلاب. ولكن كلما تطورت قدراتهم الفكرية، زاد وجوب استخدامها عند محاولة تقييم معقولية الادعاءات وأسبابها المؤيدة والمعارضة. وفي هذا الصدد، قيل إنه، وخاصة بالنسبة للأطفال الصغار، قد تكون أشكال التلقين الأضعف ضرورية في حين أنهم ما زالوا يفتقرون إلى القدرات الفكرية لتقييم أسباب بعض الادعاءات المؤيدة والمعارضة وبالتالي تقييمها نقديًا. وبهذا المعنى، يمكن للمرء أن يميز بين أشكال التلقين التي لا يمكن تجنبها أو المقبولة ونظيراتها التي يمكن تجنبها أو غير المقبولة. ولكن هذا التمييز ليس مؤكدًا دائمًا، ويزعم بعض المنظرين أن جميع أشكال التلقين سيئة أو غير مقبولة.

#### الفرد والمجتمع
مصدر متكرر للخلاف حول أهداف التعليم يتعلق بمسألة من هو المستفيد الأساسي من التعليم: الفرد المتعلم أم المجتمع الذي يضم هذا الفرد كعضو فيه. في كثير من الحالات، تتوافق مصالح كليهما. من ناحية، العديد من الفرص الجديدة في الحياة مفتوحة للفرد من خلال التعليم، وخاصة فيما يتعلق بمهنته. من ناحية أخرى، يزيد التعليم من احتمالية أن يصبح الشخص عضوًا صالحًا ومطيعًا للقانون ومنتجًا في المجتمع. لكن هذه القضية تصبح أكثر إشكالية في الحالات التي تتعارض فيها مصالح الفرد والمجتمع مع بعضها البعض. وهذا يطرح السؤال عما إذا كان ينبغي أن تكون للاستقلال الفردي الأسبقية على الرفاهية المجتمعية. وفقًا لليبراليين الشاملين، على سبيل المثال، يجب أن يؤكد التعليم على التوجيه الذاتي للطلاب. وفقًا لهذا الرأي، فإن الأمر متروك للطالب لاختيار مساره الخاص في الحياة. يتمثل دور التعليم في تزويدهم بالموارد اللازمة ولكنه لا يوجه الطالب فيما يتعلق بما يشكل مسارًا أخلاقيًا جيدًا في الحياة. عادة ما يتم رفض هذا الموقف من قبل أتباع الفكر الجماعي، الذين يؤكدون على أهمية التماسك الاجتماعي من خلال كونهم جزءًا من المجتمع ومشاركة الخير المشترك.

### المنهج الدراسي
من القضايا المهمة والمثيرة للجدل في فلسفة التربية، محتوى المنهج الدراسي، أي مسألة ما ينبغي تدريسه للطلاب. يشمل ذلك اختيار المواد الدراسية ومناقشة الحجج المؤيدة والمعارضة لإدراج موضوع معين. ترتبط هذه المسألة ارتباطًا وثيقًا بأهداف التعليم: فقد يُجادل البعض بضرورة إدراج موضوع معين في المنهج الدراسي لأنه يخدم أحد أهداف التعليم.
في حين أن العديد من المواقف حول المواد الدراسية التي ينبغي إدراجها في المنهج الدراسي مثيرة للجدل، تبرز بعض القضايا الخاصة حيث تتجاوز هذه الخلافات الخطاب الأكاديمي إلى خطاب عام واسع، مثل مسائل التربية الجنسية والدينية. تتعلق الخلافات في التربية الجنسية بالجوانب البيولوجية، مثل وظائف الأعضاء الجنسية، والجوانب الاجتماعية، مثل الممارسات الجنسية والهويات الجندرية. تتعلق الخلافات في هذا المجال بالجوانب التي تُدرّس وبأي تفاصيل، بالإضافة إلى الفئات العمرية التي ينبغي توجيه هذه التعاليم إليها. تتضمن نقاشات التعليم الديني أسئلةً مثل ما إذا كان ينبغي تدريس الدين كمادة مستقلة، وإذا كان الأمر كذلك، ما إذا كان ينبغي أن يكون إلزاميًا. وتشمل الأسئلة الأخرى أي دين أو أديان ينبغي تدريسها، وإلى أي مدى ينبغي أن تؤثر الآراء الدينية على مواضيع أخرى، مثل الأخلاق أو التربية الجنسية.
ومن المواضيع البارزة الأخرى في هذا المجال موضوع التربية الأخلاقية. ويُشار إلى هذا المجال أحيانًا باسم "الأخلاق التربوية". وتتعلق الخلافات في هذا المجال بالمعتقدات والقيم الأخلاقية التي ينبغي تدريسها للطلاب. وهكذا، تنعكس العديد من الخلافات في الفلسفة الأخلاقية في مجال التربية الأخلاقية. يؤكد بعض المنظرين في المدرسة الكانطية على أهمية التفكير الأخلاقي وتمكين الأطفال من أن يصبحوا أفرادًا مستقلين أخلاقيًا قادرين على التمييز بين الصواب والخطأ. أما المنظرون في المدرسة الأرسطية، فيركزون بشكل أكبر على الاعتياد الأخلاقي من خلال تنمية الفضائل التي تتعلق بالإدراك والانفعال والحكم فيما يتعلق بالمواقف الأخلاقية. هناك مسألة ذات صلة، نوقشت باستفاضة في الفلسفة القديمة، وهي مدى إمكانية تعليم الأخلاق أصلًا بدلًا من كونها مجرد فطرة فطرية.
تتناول نقاشات مختلفة أيضًا دور الفن وفلسفة الجمال في التعليم العام. وقد قيل إن الإبداع المُكتسب في هذين المجالين يمكن تطبيقه في مجالات أخرى مختلفة، مما قد يُفيد الطالب بطرق مختلفة. كما قيل إن للتعليم الجمالي آثارًا غير مباشرة على قضايا أخرى مختلفة، مثل تشكيل حساسيات الطالب في مجالات الأخلاق والسياسة، بالإضافة إلى زيادة وعيه بذاته والآخرين.
يرفض بعض الباحثين إمكانية الموضوعية بشكل عام. ويستخدمون هذا الادعاء لمعارضة أشكال التعليم الشاملة، التي يرون أنها تُخفي رؤى عالمية ومعتقدات واهتمامات معينة تحت غطاء زائف. ويُستخدم هذا أحيانًا لتعزيز نهج يركز على المزيد من التنوع، على سبيل المثال، من خلال إعطاء أهمية أكبر في التعليم للتنوع الكبير في الثقافات والعادات واللغات وأنماط الحياة دون تفضيل أي منها.
تُستخدم مناهج مختلفة لحل هذه الخلافات. في بعض الحالات، يمكن لعلم النفس في مجال نمو الطفل وتعلمه وتحفيزه أن يقدم رؤى عامة مهمة. غالبًا ما تتأثر الأسئلة الأكثر تحديدًا حول منهج مادة معينة، مثل الرياضيات، بشدة بفلسفة هذا التخصص، مثل فلسفة الرياضيات.

### السُلطة
مشكلة السلطة هي قضية أخرى في فلسفة التربية. ومما يثير الاهتمام بشكل خاص في هذا الموضوع أن الدول الحديثة تجبر الأطفال على الالتحاق بالمدرسة، وهو ما يسمى بالتعليم الإلزامي. وعادةً ما يكون لدى الأطفال وأولياء أمورهم طرق قليلة أو معدومة لاختيار عدم الالتحاق بالمناهج الدراسية المعمول بها أو تغييرها. والسؤال المهم في هذا الصدد هو لماذا أو ما إذا كانت الدول الحديثة مبررة لاستخدام هذا الشكل من أشكال السلطة. على سبيل المثال، ترفض العديد من الحركات التحررية التي تنتمي إلى مجالات إلغاء التعليم المدرسي واللامدرسية هذه السلطة وتجادل بأن رفاهية الأطفال تتحقق على أفضل وجه في غياب التعليم الإلزامي بشكل عام. ويستند هذا أحيانًا إلى فكرة أن أفضل شكل من أشكال التعلم لا يحدث أثناء الدراسة ولكنه يحدث بدلاً من ذلك كأثر جانبي أثناء القيام بشيء آخر. وغالبًا ما يتم رفض هذا الموقف بالإشارة إلى أنه يستند إلى افتراضات متفائلة للغاية بشأن التطور الطبيعي وغير الموجه للعقلانية لدى الأطفال. بينما تُركز بعض الاعتراضات على التعليم الإلزامي بشكل عام، فإن انتقادًا أقل جذرية وأكثر شيوعًا يتعلق بمواضيع إلزامية محددة في المنهج الدراسي، على سبيل المثال، فيما يتعلق بالجنس أو الدين. ويدور نقاش معاصر آخر في الولايات المتحدة حول ممارسة الاختبارات المعيارية: فقد قيل إنها تُميز ضد بعض الأقليات العرقية أو الثقافية أو الدينية، إذ قد يفترض الاختبار المعياري ضمنيًا افتراضات مُختلفة لا تشترك فيها هذه الأقليات. وتتعلق قضايا أخرى تتعلق بالسلطة بسلطة ومسؤولية المعلمين تجاه طلابهم.
غالبًا ما يرى مُنظرو حركة ما بعد الحداثة أن الممارسات التعليمية الراسخة أدوات سلطة تستخدمها النخب في المجتمع لتحقيق مصالحها الخاصة. ومن الجوانب المهمة في هذا الصدد علاقة السلطة غير المتكافئة بين الدولة ومؤسساتها مقارنةً بالفرد، بالإضافة إلى السيطرة التي يُمكن استخدامها نتيجةً للعلاقة الوثيقة بين السلطة والمعرفة، وتحديدًا المعرفة المُنقولة من خلال التعليم.

### المساواة
من المطالب المتكررة في التعليم العام معاملة جميع الطلاب على قدم المساواة وبإنصاف. ومن أسباب هذا المطلب أن للتعليم دور محوري في مسار الطفل ومستقبله، وهو مسار لا ينبغي أن تحده ظروف خارجية غير عادلة أو تعسفية. إلا أن هناك خلافات عديدة حول أفضل طريقة لفهم هذا المطلب ومدى انطباقه على جميع الحالات. تتعلق إحدى المشكلات الأولية بمفهوم "المساواة". ففي مجال التعليم، غالبًا ما تُفهم على أنها تكافؤ الفرص. وبهذا المعنى، فإن مطلب المساواة يعني أن التعليم يجب أن يتيح فرصًا متساوية للجميع. وهذا يعني، من بين أمور أخرى، ألا يتمتع الطلاب من الطبقات الاجتماعية العليا بميزة تنافسية على الآخرين. ومن الصعوبات التي تعترض هذا المطلب، عند فهمه بمعناه الواسع، أن هناك مصادر عديدة لعدم المساواة التعليمية، وليس من المصلحة دائمًا القضاء عليها جميعًا. على سبيل المثال، قد يقرأ الآباء المهتمون بتعليم أطفالهم الصغار قصص ما قبل النوم لهم في سن مبكرة، مما يمنحهم ميزة معينة على الأطفال الآخرين الذين لا يتمتعون بهذه الميزة. لكن منع مثل هذه الممارسات من تحقيق المساواة سيكون له آثار جانبية سلبية خطيرة. إن الموقف الأضعف من هذه القضية لا يطالب بالمساواة الكاملة، بل يرى أن السياسات التعليمية يجب أن تضمن ألا تشكل عوامل معينة، مثل العرق واللغة الأم والإعاقات، عقبات أمام تكافؤ الفرص.
وهناك موضوع وثيق الصلة يتمثل في ما إذا كان ينبغي معاملة جميع الطلاب، سواءً كانوا من ذوي الأداء العالي أو المنخفض، على قدم المساواة. فوفقًا للبعض، ينبغي تخصيص المزيد من الموارد لذوي الأداء المنخفض، لمساعدتهم على الوصول إلى مستوى متوسط، بينما يوصي آخرون بمعاملة تفضيلية لذوي الأداء العالي لمساعدتهم على تطوير قدراتهم الاستثنائية بشكل كامل، وبالتالي إفادة المجتمع ككل. وثمة مشكلة مماثلة تتمثل في مسألة التخصص. فهي تتعلق بمسألة ما إذا كان ينبغي على جميع الطلاب اتباع نفس المنهج الدراسي أو إلى أي مدى ينبغي لهم التخصص مبكرًا في مجالات محددة وفقًا لاهتماماتهم ومهاراتهم.
غالبًا ما تركز الانتقادات الماركسية للأنظمة المدرسية في المجتمعات الرأسمالية على عدم المساواة التي تسببها من خلال تصنيف الطلاب حسب مناصب اقتصادية مختلفة. في حين أن هذه العملية تحدث علنًا بناءً على الجهد الفردي والاستحقاق، إلا أنهم يجادلون بأن هذا مجرد قناع وتعزيز التأثير الكامن لهيكل الطبقة الاجتماعية الموجود مسبقًا. يتم دمج هذا أحيانًا في منظور ماركسي أوسع للمجتمع والذي يرى أن التعليم في المجتمعات الرأسمالية يلعب دور الحفاظ على هذا التفاوت وبالتالي إعادة نمط الإنتاج الرأسمالي.
غالبًا ما يوجه المنظرون النسويون وما بعد الحداثيون انتقادات أخرى للنماذج السائدة في التعليم. يشيرون عادةً إلى التحيزات المزعومة وأشكال التمييز الموجودة في الممارسات الحالية والتي يجب القضاء عليها. غالبًا ما ترى النسويات أن التعليم التقليدي موجه بشكل مفرط نحو الرجل وبالتالي يضطهد النساء بشكل ما. كان هذا التحيز موجودًا بدرجات شديدة في أشكال التعليم السابقة، وقد تم إحراز الكثير من التقدم نحو أشكال تعليم أكثر مساواة بين الجنسين. ومع ذلك، غالبًا ما تؤكد النسويات أن بعض المشاكل لا تزال قائمة في التعليم المعاصر. يزعم البعض، على سبيل المثال، أن هذا يتجلى في الأهمية الممنوحة للتطور المعرفي في التعليم، والذي يُقال إنه مرتبط في المقام الأول بالذكورة على النقيض من النهج الأكثر أنوثة القائم على العاطفة والحدس. يرى أحد الانتقادات ذات الصلة أن هناك تركيزًا مبالغًا فيه على القدرات التي تنتمي إلى الحيز العام، مثل السببية والموضوعية، على النقيض من الخصائص المهمة بنفس القدر التي تنتمي إلى المجال الخاص، مثل الشفقة والتعاطف.

### نظرية المعرفة
تهتم فلسفة التعليم أيضًا بـنظرية المعرفة التربوية. ويُستخدم هذا المصطلح غالبًا للحديث عن الأهداف المعرفية للتعليم، أي أسئلة مثل ما إذا كان ينبغي على المعلمين السعي إلى نقل معتقدات صحيحة مبررة بدلًا من مجرد معتقدات صحيحة، أو تعزيز فضائل معرفية أخرى كالتفكير النقدي. بمعنى آخر، تُعنى نظرية المعرفة التربوية بكيفية الوصول إلى المعرفة في المسائل التربوية. ويكتسب هذا أهمية خاصة في مجال البحث التربوي، وهو مجال بحثي نشط تُنشر فيه العديد من الدراسات بانتظام. كما أنها مؤثرة جدًا فيما يتعلق بالسياسة والممارسة التعليمية. وتتعلق الأسئلة المعرفية في هذا المجال بموضوعية رؤاها.
ومن أهم الانقسامات المنهجية في هذا المجال، والتي تُعرف غالبًا باسم "صراعات النماذج"، الانقسام بين النهج الكمي أو الإحصائي والنهج النوعي أو الإثنوغرافي. يركز النهج الكمي عادةً على الدراسات التجريبية الواسعة ويستخدم الأساليب الإحصائية للكشف عن العوامل السببية العامة المسؤولة عن الظواهر التعليمية. وقد تعرض للانتقاد بناءً على الادعاء بأن منهجه، المستوحى من العلوم الطبيعية، غير مناسب لفهم الأنماط الثقافية والتحفيزية المعقدة التي تبحث فيها العلوم الاجتماعية. من ناحية أخرى، يعطي النهج النوعي وزنًا أكبر لدراسات الحالة المحددة للوصول إلى استنتاجاته. يرى معارضوه أن هذا النهج يفتقر إلى الدقة المنهجية للوصول إلى المعرفة المبررة جيدًا. البحث المختلط هو نهج معاصر حديث يتم فيه الجمع بين أساليب كلا المعسكرين. إن مسألة النهج الأكثر واعدة ذات صلة بكيفية إنفاق ميزانيات التمويل على البحث، والتي بدورها لها آثار مهمة على صنع السياسات.

### أخرى
يتعلق أحد الأسئلة بكيفية تصور المتعلمين. يرى جون لوك العقل كصفحة بيضاء أو لوح فارغ يمتص المعلومات بشكل سلبي ويمتلئ بالمحتويات من خلال الخبرة. يتناقض هذا الرأي مع منظور أكثر براغماتية، والذي يركز على الممارسة ولا ينظر إلى الطلاب كممتصين سلبيين بل كمتعلمين نشطين يجب تشجيعهم على الاكتشاف والتعلم بأنفسهم.
ومن المواضيع الخلافية الأخرى دور الاختبارات في التعليم العام. فقد جادل بعض المنظرين بأنها غير مجدية لأنها تضع ضغطًا لا داعي له على الطلاب. إلا أن الاختبارات تلعب أيضًا أدوارًا حاسمة مختلفة، مثل تقديم ملاحظات حول تقدم التعلم لكل من الطالب وأولياء أموره ومعلميه. غالبًا ما تركز المناقشات الملموسة حول دور الاختبارات بشكل أقل على ما إذا كان ينبغي إجراؤها من الأساس، وأكثر على مدى الأهمية التي يجب إعطاؤها لنتائج الاختبارات. وهذا يشمل أيضًا أسئلة حول شكل الاختبارات، على سبيل المثال، ما إذا كان ينبغي توحيدها. تُقدّم الاختبارات القياسية الأسئلة ونظام التقييم نفسه لجميع الطلاب، وغالبًا ما يكون الدافع وراءها هو الرغبة في تقييمات موضوعية وعادلة للطلاب والمدارس. جادل المعارضون بأن هذا النهج يميل إلى تفضيل فئات اجتماعية معينة على أخرى، ويحد بشدة من إبداع المعلمين وفعاليتهم.

## الحركات الفلسفية

### الوجودية
يرى الوجودي العالمَ ذاتيًا، حيث يُعرَّف الخير والحقيقة والواقع بشكل فردي. الواقع عالمٌ قائمٌ على الوجود، والحقيقة مُختارةٌ ذاتيًا، والخير مسألة حرية. ينبغي أن يكون موضوع الفصول الدراسية الوجودية مسألة اختيار شخصي. ينظر المعلمون إلى الفرد ككيانٍ ضمن سياق اجتماعي، حيث يجب على المتعلم مواجهة آراء الآخرين لتوضيح آرائه. يُشدد تطوير الشخصية على المسؤولية الفردية عن القرارات. تأتي الإجابات الحقيقية من داخل الفرد، لا من سلطة خارجية. يُشرك التفكير الأصيل الطلاب في تجارب تعليمية حقيقية. يُعارض الوجوديون التفكير في الطلاب كأشياء قابلة للقياس أو التتبع أو التوحيد. يريد هؤلاء المعلمون أن تُركز التجربة التعليمية على خلق فرصٍ للتوجيه الذاتي وتحقيق الذات. يبدأون بالطالب، بدلاً من التركيز على محتوى المنهج.

### مذهب الديمومة
يعتقد أصحاب الديمومة أن على المرء أن يُعلّم الأمور التي يراها ذات أهمية أبدية لجميع الناس في كل مكان. ويعتقدون أن أهم المواضيع تُنمّي الإنسان. وبما أن تفاصيل الحقائق تتغير باستمرار، فلا يُمكن أن تكون هذه هي الأهم. لذلك، ينبغي تعليم المبادئ، لا الحقائق. ولأن الناس بشر، ينبغي تعليمهم أولاً عن البشر، لا عن الآلات أو التقنيات. ولأن الناس بشر أولاً، ثم عمال ثانياً إن وُجدوا، ينبغي تعليمهم المواضيع الليبرالية أولاً، لا المواضيع المهنية. ينصبّ التركيز في المقام الأول على تعليم المنطق والحكمة بدلاً من الحقائق، والفنون الليبرالية بدلاً من التدريب المهني.

### التربية التقليدية
تدعو حركة التعليم الكلاسيكي إلى شكل من أشكال التعليم قائم على تقاليد الثقافة الغربية، مع تركيز خاص على التعليم كما فُهم ودُرس في العصور الوسطى. استُخدم مصطلح "التعليم الكلاسيكي" في اللغة الإنجليزية لعدة قرون، مع كل عصر يُعدّل تعريفه ويضيف اختياراته الخاصة من المواضيع. بحلول نهاية القرن الثامن عشر، بالإضافة إلى الثلاثية والرباعية في العصور الوسطى، شمل تعريف التعليم الكلاسيكي دراسة الأدب والشعر والدراما والفلسفة والتاريخ والفن واللغات. في القرنين العشرين والحادي والعشرين، استُخدم للإشارة إلى دراسة واسعة النطاق للفنون والعلوم الإنسانية، بدلاً من برنامج عملي أو ما قبل مهني. يمكن وصف التعليم الكلاسيكي بأنه صارم ومنهجي، يفصل الأطفال وتعلمهم إلى ثلاث فئات صارمة: القواعد، والجدل، والبلاغة.

### الماهوية
وفقًا للماهوية التربوية، هناك حقائق أساسية عن العالم يجب على كل طالب تعلمها وإتقانها. وهو شكل من أشكال التعليم التقليدي يعتمد على مواد وطرق تدريس راسخة. يركز أصحاب هذا المذهب عادةً على مواد مثل القراءة والكتابة والرياضيات والعلوم، ويبدأون عادةً بمهارات أساسية للغاية مع زيادة التعقيد تدريجيًا. ويفضلون نهجًا يركز على المعلم، أي أن المعلم هو المرجع الذي يوجه عملية التعلم، بينما يُتوقع من الطلاب اتباع قيادته.

### إعادة البناء الاجتماعي والتربية النقدية
التربية النقدية هي "حركة تربوية، مدفوعة بالشغف والمبادئ، تهدف إلى مساعدة الطلاب على تنمية وعيهم بالحرية، وإدراك النزعات الاستبدادية، وربط المعرفة بالسلطة والقدرة على اتخاذ إجراءات بناءة". وتستند التربية النقدية إلى النظرية الماركسية، وتستند إلى الديمقراطية الراديكالية، واللاسلطوية، والنسوية، وغيرها من الحركات الساعية إلى العدالة الاجتماعية.

### التربية الديمقراطية
التعليم الديمقراطي هو نظرية للتعلم وإدارة المدرسة، يشارك فيها الطلاب والهيئة التدريسية بحرية وعلى قدم المساواة في ديمقراطية مدرسية. في المدرسة الديمقراطية، عادةً ما يكون هناك تشارك في اتخاذ القرارات بين الطلاب والهيئة التدريسية بشأن مسائل العيش والعمل والتعلم معًا.

### التقدمية
التقدمية التربوية هي الاعتقاد بأن التعليم يجب أن يرتكز على مبدأ أن البشر كائنات اجتماعية تتعلم بشكل أفضل من خلال الأنشطة الحياتية الواقعية مع الآخرين. يدّعي التقدميون، مثل مؤيدي معظم النظريات التربوية، الاعتماد على أفضل النظريات العلمية المتاحة للتعلم. يعتقد معظم التربويين التقدميين أن الأطفال يتعلمون كما لو كانوا علماء، باتباع عملية مشابهة لنموذج جون ديوي للتعلم المعروف باسم "نمط الاستقصاء": 1) إدراك المشكلة. 2) تحديد المشكلة. 3) اقتراح فرضيات لحلها. 4) تقييم نتائج الفرضيات من خلال تجارب الفرد السابقة. 5) اختبار الحل الأكثر احتمالًا.

### اللامدرسية
اللامدرسية هي مجموعة من الفلسفات والممارسات التعليمية التي تُركّز على تمكين الأطفال من التعلم من خلال تجاربهم الحياتية الطبيعية، بما في ذلك اللعب المُوجّه للأطفال، واللعب، والمسؤوليات المنزلية، وخبرة العمل، والتفاعل الاجتماعي، بدلاً من المناهج المدرسية التقليدية. تشجع اللامدرسية على استكشاف الأنشطة التي يقودها الأطفال بأنفسهم، وييسّرها الكبار. تختلف اللامدرسية عن التعليم التقليدي بشكل رئيسي في أن المناهج الدراسية القياسية وأساليب التقييم التقليدية، بالإضافة إلى سمات أخرى للتعليم التقليدي، تُعيق تحقيق هدف تعظيم تعليم كل طفل.

### التربية التأملية
يركز التعليم التأملي على إدخال الممارسات الاستبطانية مثل اليقظة واليوغا في العمليات التعليمية والتربوية لأهداف متنوعة تستند إلى وجهات نظر علمانية وروحية ودينية وما بعد علمانية. يمكن استخدام المناهج التأملية في الفصل الدراسي، وخاصة في التعليم العالي أو (غالبًا في شكل معدل) في التعليم الثانوي. يُعد باركر بالمر رائدًا حديثًا في الأساليب التأملية. أسس مركز العقل التأملي في المجتمع فرعًا يركز على التعليم، وهو جمعية العقل التأملي في التعليم العالي.
يمكن للمعلمين أيضًا استخدام الأساليب التأملية في إعدادهم؛ وكانت مدرسة فالدورف أحد رواد النهج الأخير. في هذه الحالة، يمكن البحث عن الإلهام لإثراء المحتوى أو الشكل أو أساليب التدريس من خلال ممارسات مختلفة، مثل المراجعة الواعية لأنشطة اليوم السابق؛ وإبقاء الطلاب في وعيهم بنشاط؛ والتأمل في النصوص التربوية الملهمة. اقترح رونالد لي زيجلر أنه من خلال التركيز على التطور الروحي الخاص بهم فقط يمكن للمعلمين التأثير بشكل إيجابي على التطور الروحي للطلاب.

## وصلات خارجية
- فلسفة التربية، موسوعة ستانفورد للفلسفة. (بالإنجليزية)